# NGC 3706
NGC 3706 est une vaste galaxie lenticulaire située dans la constellation du Centaure. NGC 3706 a été découverte par l'astronome britannique John Herschel en 1834.

## Caractéristiques
Sa vitesse par rapport au fond diffus cosmologique est de 3 299 ± 27 km/s, ce qui correspond à une distance de Hubble de 48,7 ± 3,4 Mpc (∼159 millions d'al).
À ce jour, sept mesures non basées sur le décalage vers le rouge (redshift) donnent une distance de 42,486 ± 10,242 Mpc (∼139 millions d'al), ce qui est à l'intérieur des valeurs de la distance de Hubble. Notons cependant que c'est avec la valeur moyenne des mesures indépendantes, lorsqu'elles existent, que la base de données NASA/IPAC calcule le diamètre d'une galaxie et qu'en conséquence le diamètre de NGC 3706 pourrait être d'environ 82,7 kpc (∼270 000 al) si on utilisait la distance de Hubble pour le calculer.